# Stop Making Sense
Stop Making Sense – drugi album koncertowy post-punkowego zespołu Talking Heads, wydany 15 października 1984, stanowiący także ścieżkę dźwiękową do filmu o tym samym tytule.
W 2003 album został sklasyfikowany na 345. miejscu listy 500 albumów wszech czasów magazynu Rolling Stone.

## Lista utworów

### Strona A
- 1. "Psycho Killer" (Byrne, Frantz, Weymouth) – 4:28
- 2. "Swamp" – 3:50  4:28
- 3. "Slippery People" – 3:35  4:13
- 4. "Burning Down the House" – 4:14
- 5. "Girlfriend Is Better" – 3:32  5:07

### Strona B
- 1. "Once in a Lifetime" (Byrne, Brian Eno, Frantz, Harrison, Weymouth) – 4:34
- 2. "What a Day That Was" (Byrne) – 5:08
- 3. "Life During Wartime" – 4:52
- 4. "Take Me to the River" (Al Green, Teenie Hodges) – 5:59